# Бундуки, Наталья Ивановна
Наталья Ивановна Бундуки (род. 23 мая 1973 года, село Мындрешты) — советская, российская и молдавская футболистка.

## Карьера
Футболом начала заниматься в 1986 по предложению известного в прошлом футболиста Вячеслава Каткова. Воспитанница молдавского футбола. В 1987 году в команде «Кодру» (Кишинёв) играла на турнире на приз еженедельника «Собеседник».
Привлекалась в сборную СССР. Отметилась 5 голами. Играла в дебютной для сборной игре против сборной Болгарии.
В первом чемпионате России выступала в составе ФК «Интеррос» стала чемпионкой страны и обладателем Кубка России. В связи с расформированием клуба по финансовым причинам стала игроком ФК «Русь». Наталья за сезон забивает 14 голов. «Русь» закончила сезон на втором месте, но финансовые неурядицы привели к переходу команды во вторую лигу. В 1994 году Наталья играла в команде «СиМ». Дважды (1992, 1993) попадала в список 33 лучших футболисток сезона.
Играла в сборной России. Забила 4 гола.
В 2000-2002 годах выступала за немецкий «Турбине». Оба сезона команда становилась серебряным призёром чемпионата Германии. В 36 играх забила 2 мяча.
В 2001 году выступала за сборную Молдавии.

## Достижения
командные
Летняя Универсиада 1993
- Бронзовый призёр: 1993

Чемпионат России по футболу среди женщин
- Чемпион: 1992

Чемпионат Германии по футболу среди женщин
- Вице-чемпион (2): 2000/01, 2001/02

Кубок России по футболу среди женщин
- Обладатель 1992

личные
- 33 лучших футболистки чемпионата России (2): 1992, 1993